# مرزوق على جميع الجبهات (مسلسل)
مرزوق على جميع الجبهات هو مسلسل كوميدي سوري إنتاج سنة 2004 من تأليف ممدوح حمادة، ومن إخراج هشام شربتجي مؤلف من 30 حلقة.

## القصة
تختلط فيه الأحداث الدرامية بالكوميديا المضحكة، الشخصية الرئيسية «مرزوق» هو الرجل الذي يهتم دائماً بهموم الآخرين ويحاول أن يجد لهم الحلول لمجرد أنه يعلم أن هذا من واجبات الرجل المحترم، حيث يحاول حل مشكلات الجيران والأقارب ولكنه كثيراً ما يقع في مشكلات خطيرة بسبب ذلك، حتى تقع له مشاكل شخصية.

## طاقم العمل
يضم هذا العمل عددًا من الممثلين، ومنهم:
- أيمن رضا
- سامر المصري
- رفيق سبيعي
- انطوانيت نجيب
- نادين
- حسام تحسين بيك
- قصي خولي
- ديمة قندلفت
- نجاح حفيظ
- شكران مرتجى
- عبد الحكيم قطيفان
- ندين تحسين بيك
- زهير عبد الكريم
- مصطفى دياب

## روابط خارجية
- مرزوق على جميع الجبهات على موقع قاعدة بيانات الأفلام العربية